# Manolo Solís del Valle
Manolo Solís del Valle (Lugo de Llanera, 25 de febrer del 1929 - Lleida, 17 de juny del 2022) va ser un jugador d'hoquei sobre patins, entrenador i president del Club Esportiu Lleida Llista Blava. En total va estar cinquanta sis anys vinculat al club esportiu, més de la meitat de la seua llarga vida, a l'entrar a l'entitat només un any després de la fundació el 1951.
Va arribar amb a penes deu anys a la capital del Segrià just després d'acabar la Guerra Civil espanyola. Va morir als 93 anys, després de dedicar-ne cinquanta sis al Lleida Llista Blava.